# Patrick Garcia
Pour les articles homonymes, voir García.
Patrick Garcia, né en 1958, est un historien contemporanéiste français spécialiste des usages publics et politiques de l'histoire, de l'historiographie, de l'enseignement et de l'épistémologie de l'histoire,. Il est professeur d'histoire à l'université de Cergy-Pontoise, à l'ESPE de l'académie de Versailles et chercheur associé permanent à l’Institut d’histoire du temps présent.

## Biographie
Etudiant en histoire à l’Université Toulouse-le-Mirail, il milite à l'UEC et à l'UNEF dont il devient membre du bureau national en 1980.En 1989, il rend sa thèse, sous la direction de Michel Vovelle, Les territoires de la commémoration une conjoncture de l'identité : le bicentenaire de la Révolution française.
À partir de 1997, il enseigne à l’Institut d'études politiques de Paris. Il devient en juin 2008 chef du département d’histoire-géographie de l’IUFM de Versailles (devenu ESPE), et en 2010 directeur du master enseignement histoire-géographie second degré de l’Université de Cergy-Pontoise.
En tant que chercheur, il co-anime avec Christian Delacroix et François Dosse, depuis 1998, le séminaire consacré à l’épistémologie de l’histoire.

## Publications
- Les territoires de la commémoration une conjoncture de l'identité : le bicentenaire de la Révolution française (sous la direction de Michel Vovelle), Atelier national de reproduction des thèses, 1995
- Mémoire et histoire : un procès réciproque, avec Christian Delacroix et François Dosse, Nouvelles éd. Rationalistes, 1998
- Les courants historiques en France aux 19e et 20e siècles, avec Christian Delacroix et François Dosse, Armand Colin, 1999
- Le bicentenaire de la Révolution française  : pratiques sociales d'une commémoration, CNRS éditions, 2000
- Histoire et historiens en France depuis 1945, avec Christian Delacroix et François Dosse, ADPF, 2003
- L'enseignement de l'histoire en France : de l'Ancien Régime à nos jours, avec Jean Leduc, Armand Colin, 2003
- Les courants historiques en France : XIXe – XXe siècle, avec Christian Delacroix et François Dosse, Armand Colin, 2005
- Historiographies. Concepts et débats, avec Christian Delacroix et François Dosse, Folio Histoire, 2010
- Paul Ricœur et les sciences humaines, avec Christian Delacroix et François Dosse, La Découverte, 2012
- Les présents de l'historien, Publications de la Sorbonne, 2014